# Großer Bruder
Der Große Bruder (englisch Big Brother) ist eine Gestalt in dem Roman 1984 von George Orwell, die niemand je zu Gesicht bekam und bei der es sich nur um die Personifizierung einer Kollektivherrschaft der knapp zwei Prozent der Bevölkerung umfassenden so genannten Inneren Partei des totalitären Staates „Ozeanien“ zu handeln scheint, deren Mitglieder allesamt Brillenträger sind. Der scheinbar an der Spitze der hierarchischen Struktur stehende Große Bruder blickt von allgegenwärtigen Plakaten auf die ozeanische Bevölkerung herab, die verpflichtet ist, ihn zu lieben. Als Vorlage für seine literarische Figur diente Orwell vor allem der sowjetische Diktator Josef Stalin.

## Rolle
In der Gesellschaft, die Orwell beschreibt, befindet sich jeder unter der vollständigen Überwachung durch die Behörden. Der Große Bruder ist allgegenwärtig und verfolgt die Bürger bis in die intimsten Bereiche ihres Lebens. Auch vor der Sexualität macht die ständige Kontrolle des Großen Bruders nicht halt. Die Bevölkerung wird durch die ständige Erwähnung des Propaganda-Slogans Der Große Bruder sieht dich (engl. Big Brother is watching you) an diese Tatsache erinnert. Die Figur des Großen Bruders hat, unbenommen davon, ob sie real oder imaginär ist, in erster Linie die Funktion, libidinöses Verlangen auf sich zu fokussieren und die absolute Gruppeneinheit der herrschenden Kaste zum Ausdruck zu bringen.

Bei den permanent geführten Kriegen, die die Superstaaten in 1984 ständig gegeneinander führen und bei denen immer nur ein kleiner Teil der Bevölkerung einbezogen wird, geht es stets um marginale Vorteile und Gewinne, bei denen die Existenz der Staaten nicht auf dem Spiel steht. Dabei wird die Bevölkerung durch die drohenden oder tatsächlichen Niederlagen in ständige Angst versetzt und durch Hasskampagnen gegen den jeweiligen Feind aufgehetzt, während gelegentliche Siege zu Erfolgserlebnissen führen, die bewirken, dass die Bevölkerung sich mit der Partei identifiziert und der kleinen Führerkaste alle Macht überlässt, die die Menschen im Gegenzug an die halb-göttlichen Fähigkeiten eines Führers, des Großen Bruders, glauben lässt. Die Kriege dienten als 

„Vorwand für jede Art von Tyrannei und Ungleichheit .... Big Brother herrschte in den Herzen der Menschen, weil er sie vor eingebildeten Gefahren bewahrte und weil er ihrer Eitelkeit durch imaginäre Siege schmeichelte. Statt der Freiheit hatten sie ein Gefühl der Errettung und statt des physischen Wohlergehens hatten sie militärischen Ruhm!“

## Gegenwartsrezeption
In Anlehnung an Orwells Roman wird der Begriff „Großer Bruder“ für einen (staatlichen oder privaten) Überwachungsapparat gebraucht, dem man machtlos gegenübersteht. Da persönliche Daten selten an nur einer einzigen Stelle zusammenlaufen, sondern gerade die Vernetzung als problematisch angesehen wird, erscheint das Bild nur eines großen Bruders nicht immer als adäquat, obwohl auch im Roman der Große Bruder nur eine symbolhafte Ikone der staatlichen Kontrolle darstellt, deren tatsächliche Existenz ungeklärt ist. Seit 1998 werden in vielen Ländern sogenannte „Big Brother Awards“ an Behörden, Firmen, Organisationen und Personen vergeben, die in besonderer Weise und nachhaltig die Privatsphäre von Menschen beeinträchtigen oder persönliche Daten Dritten zugänglich gemacht haben.
Auf Orwells Begriff spielt auch die 1999 geschaffene Fernsehshow Big Brother an, in der eine Gruppe von Menschen komplett videoüberwacht und abgeschnitten von der Außenwelt lebt.

## Visueller Ursprung der Gestalt
Für die Gestalt des Großen Bruders stand Orwell hauptsächlich der sowjetische Diktator Stalin Modell. Augenscheinlich orientierte Orwell sich aber auch an einem bekannten Poster vom Beginn des Ersten Weltkriegs, auf dem der britische Kriegsminister Lord Kitchener seine Landsleute mit suggestivem Blick zum Kriegsdienst auffordert. Ein weiterer Einfluss war die Werbefigur eines Fernlehrinstituts der 1930er Jahre, das mit dem Slogan „Let Me Be Your Big Brother“ warb.